# بشنطرة
بشنطرة قرية في منطقة جبل سمعان في محافظة حلب في سوريا. تقع على بعد حوالي 10 كم غرب الحدود الإدارية لمدينة حلب.